# Puzur-Assur II
Puzur-Assur II, rey de Assur (hacia 1840 a. C.), que gobernó durante el período paleoasirio.
Hijo y sucesor de Sargón I. Mantuvo una importante relación comercial con diversos centros de Anatolia, entre ellos Kanish. Siguió con la construcción de las murallas de Assur y en la de diversos templos. Parece que su reinado fue una época de decadencia para Asiria.
Fue sucedido por su hijo Naram-Sin.
| Predecesor: Sargón I | Rey de Asiria hacia 1840 a. C. | Sucesor: Naram-Sin |